# Heinz-Joachim Rothenburg
Heinz-Joachim Rothenburg, né le 9 avril 1944 à Luckenwalde (Brandebourg), est un ancien athlète allemand qui a été sous les couleurs de la République démocratique allemande, l'un des meilleurs spécialistes du lancer du poids entre la fin des années 1960 et les années 1970.
Son plus grand succès est ses médailles d'argent obtenues aux Championnats d'Europe de 1969 à Athènes et 1971 à Helsinki et trois podiums aux Championnats d'Europe en salle.
Heinz-Joachim Rothenburg faisait partie du SC Dynamo Berlin. En compétition, il pesait 118 kg pour 1.85 m.

## Palmarès

### Jeux olympiques d'été
- Jeux olympiques d'été de 1972 à Munich ( Allemagne de l'Ouest)
  - 11e au lancer du poids

### Championnats d'Europe d'athlétisme
- Championnats d'Europe d'athlétisme de 1969 à Athènes ( Royaume de Grèce)
  -  Médaille d'argent au lancer du poids
- Championnats d'Europe d'athlétisme de 1971 à Helsinki ( Finlande)
  -  Médaille d'argent au lancer du poids

### Championnats d'Europe d'athlétisme en salle
- Championnats d'Europe d'athlétisme en salle de 1969 à Belgrade ( Yougoslavie)
  -  Médaille de bronze au lancer du poids
- Championnats d'Europe d'athlétisme en salle de 1970 à Vienne ( Autriche)
  -  Médaille d'argent au lancer du poids
- Championnats d'Europe d'athlétisme en salle de 1971 à Sofia ( Bulgarie)
  - 5e au lancer du poids
- Championnats d'Europe d'athlétisme en salle de 1972 à Grenoble ( France)
  - 4e au lancer du poids
- Championnats d'Europe d'athlétisme en salle de 1974 à Göteborg ( Suède)
  -  Médaille d'argent au lancer du poids

## Sources
- (de) Cet article est partiellement ou en totalité issu de l’article de Wikipédia en allemand intitulé « Heinz-Joachim Rothenburg » (voir la liste des auteurs).